# Ruby Fox
Ruby Ellen Fox (* 11. August 1945 in Los Angeles) ist eine ehemalige US-amerikanische Sportschützin.

## Erfolge
Ruby Fox gewann bei Weltmeisterschaften insgesamt sechs Medaillen: mit der Luftpistolen-Mannschaft sicherte sie sich 1974 in Thun zunächst Silber, ehe sie 1979 in Seoul mit ihr den Titel gewann. 1981 in Santo Domingo und 1983 in Innsbruck belegte sie mit ihr jeweils den dritten Platz. Im Mannschaftswettbewerb mit der Kombinationspistole gewann sie 1978 in Seoul ebenfalls Bronze. Mit der Luftpistole wurde sie im Jahr darauf an gleicher Stelle Weltmeisterin. Bei den Panamerikanischen Spielen 1983 in Caracas sicherte sie sich sowohl mit der Luftpistolen-Mannschaft als auch der Sportpistolen-Mannschaft die Goldmedaille. 1987 folgte in Indianapolis im Einzel mit der Sportpistole eine weitere Goldmedaille. Zweimal nahm Fox an Olympischen Spielen teil. Bei den Olympischen Spielen 1984 in Los Angeles erreichte sie wie Linda Thom zunächst 585 Punkte und damit den geteilten ersten Platz. Im Stechen um den Olympiasieg unterlag Fox mit 197 Punkten Thom, die 198 Punkte schoss, und erhielt so die Silbermedaille. 1988 belegte Fox in Seoul mit der Luftpistole den 22. Platz, mit der Sportpistole erreichte sie Rang 26.
Fox war 28 Jahre lang Reservistin der US Army, ehe sie 2003 aus der Reserve ausschied. Nach ihrer aktiven Karriere war sie unter anderem Nationaltrainerin Thailands sowie Funktionärin bei der National Rifle Association.